# Giacomo Giri
Giacomo Giri (Roma, 4 marzo 1852 – Roma, 21 aprile 1934) è stato un latinista e grammatico italiano.

## Biografia
Compì gli studi presso l'Università "La Sapienza" di Roma. Professore straordinario (1890-1894) e poi ordinario (1894-1905) di Letteratura latina nell'Università degli studi di Palermo, vi insegnò anche Grammatica greca e latina (1892-1903).
Chiamato a Roma nel 1903, occupò la cattedra di Grammatica greca e latina, per passare nel 1909 a quella di Letteratura latina, come successore di Giuseppe Cugnoni, fino al 1927.
Nei suoi scritti, si interessò in particolar modo della poetica di Lucrezio e Orazio.
È sepolto nel Reparto Evangelico del Cimitero del Verano a Roma, insieme al figlio Emilio.

## Pubblicazioni

### Studi
- Del tradurre presso i Latini, Milano 1889
- La Poetica di Q. Orazio Flacco. Torino-Palermo 1890
- De locis qui sunt aut habentur corrupti in Catulli carminibus, Torino 1894
- Il suicidio di Lucrezio. La questione dell'editore ed emendatore della Natura, Palermo 1895
- Sopra il I libro delle elegie di Properzio, Palermo 1898
- Due questioni lucreziane , RFIC 29, 1901, 30-44
- Alcuni luoghi controversi del libro V di Lucrezio, RFIC 30, 1902, 209-234

### Edizioni critiche
- De locis qui sunt aut habentur corrupti in Catulliano carmine LXVI, RFIC 34, 1906, 57-112
- De Catulli carmine LXVII, RFIC 37, 1909, 527-547
- I carmi di Orazio, Napoli 1917 (Genova 1923, varie ristampe)